# Kiril Ivkov
Kiril Ivkov (búlgar: Кирил Лoзaнoв Ивков)  (Pernik, 21 de juny de 1946 - 24 de maig de 2025) va ser un futbolista búlgar de la dècada de 1970.
Fou 44 cops internacional amb la selecció búlgara amb la qual participà en la Copa del Món de Futbol de 1974. Pel que fa a clubs, defensà els colors de Levski Sofia.